# Stuart Malutki 3: Trochę natury
Stuart Malutki 3: Trochę natury (ang. Stuart Little 3: Call of the Wild) – amerykański film animowany z 2005 roku w reżyserii Audu Padena.
Jest to kontynuacja dwóch filmów: Stuart Malutki (1999) i Stuart Malutki 2 (2002).

## Opis fabuły
Rodzina Malutkich wyjeżdża nad jezioro Garlanda, by odpocząć od zgiełku miasta. Podczas planowania wyjazdu nie uwzględnili tylko jednego. Otóż w lesie grasuje wielka i zła bestia. Podczas gdy Stuart uczy się od mądrego skunksa Reeko wszelkich technik przetrwania, tchórzliwy kot Śnieżek wykorzystuje Muńka do ochrony przed leśnym stworem.

## Obsada
- Michael J. Fox – Stuart Malutki
- Geena Davis – Pani Eleanor Malutka
- Hugh Laurie – Pan Fredrick Malutki
- Corey Padnos – George Malutki
- Wayne Brady – Reeko
- Kevin Schon – kot Śnieżek
- Virginia Madsen – Bestia
- Rino Romano – Monty
- Tara Strong – Brooke
- Sophia Paden – Królik